# Ігри на перегонки
Ігри на перегонки — велика категорія настільних ігор, у яких мета полягає в тому, щоб першим перемістити всі свої фішки до кінця ігрового шляху. Це найдавніший відомий тип настільної гри, знаряддя та свідчення якого датуються принаймні 3-м тисячоліттям до н. е. у Єгипті, Іраку та Ірані. Водночас це й найширше розповсюджений тип: «в усіх культурах, де є ігри, існують ігри на перегонки». Ігри на перегонки часто застосовують гральні кістки для визначення варіантів ходу та відстані для переміщення фішок.

## Види ігор на перегонки
Ігри на перегонки можна класифікувати за співвідношенням випадковості та майстерності. Інші класифікації включають географічне поширення чи походження; а також форму ігрового шляху (включно зі спіральним, хрестоподібним і колоподібним, квадратним — або бустрофедонним, як у «Ліла» (англ. Snakes and Ladders), чи «лабіринтоподібним», як у «Таям»).

### Прості
Прості ігри на перегонки засновані виключно на випадку. Кожен гравець має лише одну фішку, і результат гри цілком залежить від удачі. Гра в гуску є прародичем більшості простих західних ігор на перегонки, тоді як ліла (англ. Snakes and Ladders) походить від простих перегонових ігор, що виникли на теренах Індійського субконтиненту. Давньоєгипетська гра «Мехен» ймовірно була простою грою на перегонки.

### Складні
Складні ігри на перегонки поєднують випадковість і стратегію, але все ж більшою мірою залежать від першої. Зазвичай кожен гравець має кілька фішок (як правило, чотири), тож можливий тактичний вибір, що дозволяє зайняти вигідні позиції. Складні ігри на перегонки належать до родини хрестових і колоподібних ігор. Багато з них, таких як Ludo, Parcheesi, Trouble та Sorry!, зрештою походять від давньоіндійських ігор Пачисі та Чаупар.

### Мультиплексні
Мультиплексні ігри на перегонки пріоритизують роль стратегії, зберігаючи елемент випадковості. Як і в складних іграх, кожен гравець має кілька фішок, але кожний вибір ходу істотно впливає на результат. До мультиплексних ігор на перегонки належить безліч варіацій із сімейства нард, з яких найбільш відомим прикладом є короткі нарди. Серед інших — Trictrac, довгі нарди та Acey-deucey. Давньоєгипетська гра сенет і давньомесопотамська королівська гра Ура майже напевно були іграми на перегонки й можуть належати до цієї категорії.

### Стратегічні
Стратегічні ігри на перегонки усувають (або зводять до мінімуму) елемент випадковості. Прикладами є Bantu та «Заєць і Черепаха».

## Ігри, що не належать до перегонових
Чимало настільних ігор мають деякі спільні риси з іграми на перегонки, але не класифікуються як такі. Наприклад, характерна для ігор на перегонки механіка «кидай і рухайся (англ. roll-and-move)» присутня і в іграх із переслідуванням (як-от Coppit), але метою в них є не фінішування першим, а захоплення та усунення фішок супротивника з ігрового поля. Так само в іграх на кшталт Монополії чи Trivial Pursuit гравці кидають кубики, щоб переміститися на клітинки, які можуть допомагати чи заважати їхньому прогресу, але немає фізичної «фінішної лінії»: перемога досягається не позиційно, а завдяки накопиченню ресурсів.
Можна розширити визначення терміна «ігри на перегонки» так, щоб він охоплював усі настільні ігри, у яких переможцем стає той, хто першим досягає певної позиції. Тоді, окрім зазначених вище ігор на перегонки, до категорії потрапили б такі ігри, як Гекс, Agon, Китайські шашки та Хрестики-нулики. Проте огляди настільних ігор зазвичай дотримуються підходу Мюррея, який відносив ігри, що розігруються на двовимірних полях, до окремої категорії (наприклад, «ігри вирівнювання та конфігурації» за Мюрреєм), залишаючи в «іграх на перегонки» лише лінійні ігри (як визначено вище).